# Honda Racing Corporation
Honda Racing Corporation (HRC) — підрозділ компанії Honda Motor Company Ltd, створений 1 вересня 1982 року. Компанія поєднує участь у різних серіях мотогонок у всьому світі з розвитком високого потенціалу гоночних машин. Здобутки Honda Racing Corporation є важливим джерелом для створення передових технологій, що використовуються в мотоциклах Honda.

## Історія
Спочатку мотоцикли для участі у спортивних змаганнях розроблялися всередині компанії Honda. У 1965 році для цих цілей був утворений окремий підрозділ — «Racing Service Center» (RSC) у складі Корпоративного Управління Обслуговування (Corporate Service Division), який з 1973 року став незалежним. З 1 вересня 1982 року на його базі була утворена «Honda Racing Corporation», яка мала у своєму розпорядженні 203 співробітники; штаб-квартира корпорації знаходилась у Ніїдза, префектура Сайтама, Японія. Колишня європейська база Honda із англійського міста Слау була переведена в місто Алст, Бельгія. Основним завданням Honda Racing Corporation стало розроблення мотоциклів для участі у різноманітних змаганнях з шосейно-кільцевих мотогонок, ендуро, тріалу та мотокросу. Першим президентом новоутвореної компанії став легендарний інженер Соїчіро Ірамадзірі.
1982

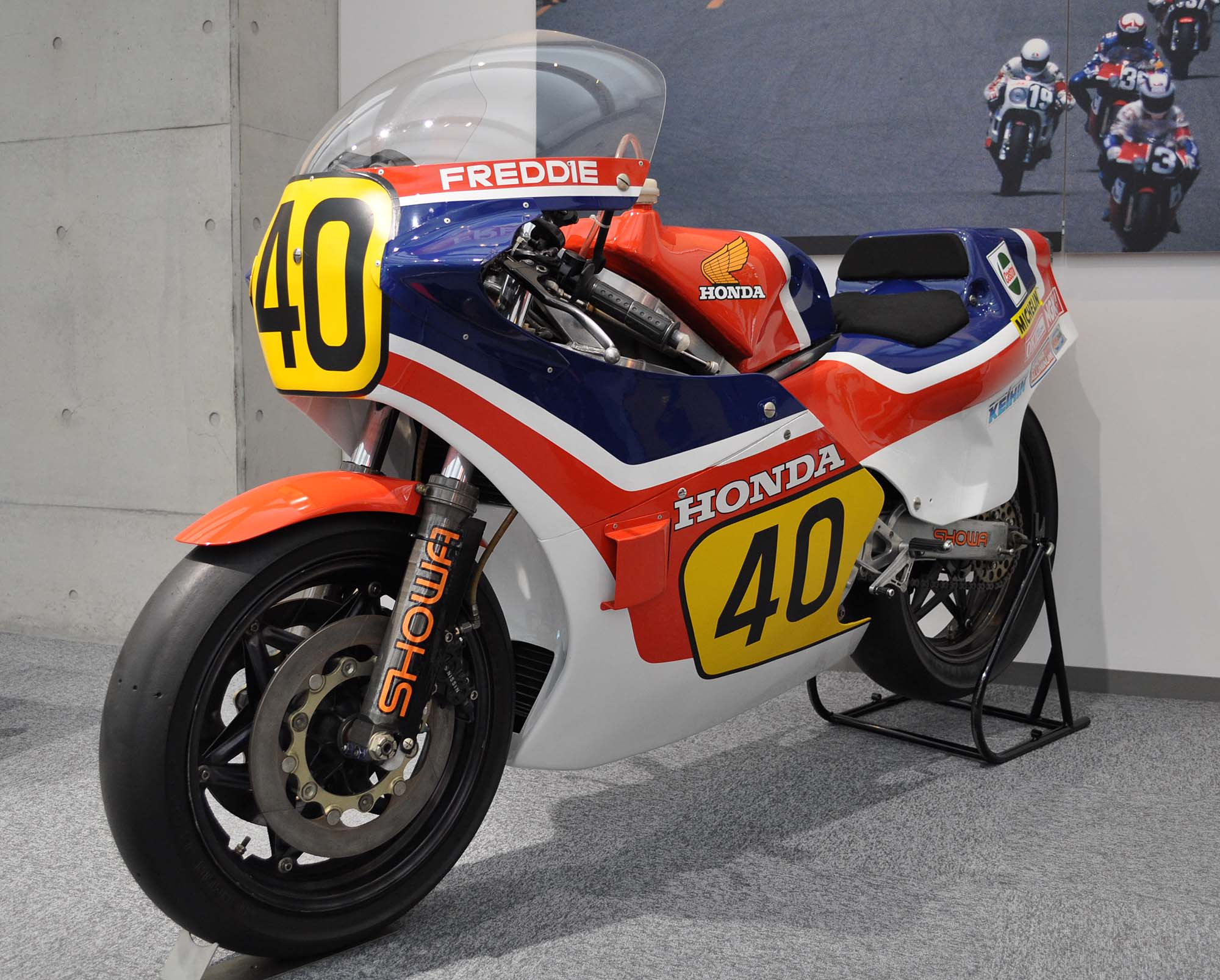
Honda NS500, модель 1982 року

У перший рік компанія представила мотоцикл Honda NS500 з двотактним трициліндровим двигуном, розроблений для участі у MotoGP. В дебютному сезоні «Швидкий Фредді» Спенсер виграє на ньому перший Гран-Прі — Бельгії. Сірил Нево приносить Honda перемогу у Ралі Дакар на XR550. Бельгієць Едді Лежьоне виграє перший World Trials Championship на Honda RTL360. Сігео Ідзіма і Сіндзі Хагівара виграють на CB900F Suzuka 8 Hours (скорочену до 6 годин через тайфун). Інженерами Honda Racing Corporation винайдена конструкція Pro-link для задньої підвіски, а також швидкозмінні (картриджні) вилки для мотокросу.
1983
Всебічно талановитий Фредді Спенсер виграє перший чемпіонат світу для Honda в 500-кубовому класі на Honda NS500, чудово збалансований мотоцикл втілює в собі філософію HRC із створення машин, всебічно хороших, як і їх пілоти. Винайдена система вихлопу «ATAC», що розроблена для NS500. Джой Данлоп, «Король дороги», виграє четвертий титул Honda в гонках Турист-трофі на RS850R. оснащеному 4-тактним V4. Honda починає продаж мотоцикла RS500, що базується на основі прототипу для гран-прі. Президентом HRC стає Хіроюкі Йосино.
1984
Honda на зміну NS500 випускає неймовірно швидкий прототип NSR500, оснащений чотирициліндровим V-подібним двигуном з експериментальним підвісним паливним баком. Травмований Фредді Спенсер завершує чемпіонат світу на 4 місці. Жерар Кудрей і Патрік Айгоа на RS750R виграють чемпіонат світу з перегонів на витривалість (World Endurance), Майк Болдвін і Фред Меркель приносять перемогу в Suzuka 8H, Джой Данлоп виграє ще один титул в TTF1 (Турист-трофі). Андре Малерба виграє другий титул в 500-кубовому кросовому класі (Motocross World Championship). Едді Лежьоне виграє третій Чемпіонат світу з тріалу. Ріккі Грехем виграє для Honda перший титул в гонках на треку US Grand National.
1985
Фредді Спенсер і Honda задоволені роком, проведеним разом, вигравши обидва чемпіонату світу MotoGP в класах 500сс і 250сс на NSR500 і його «половинці» NSR250. Спенсер також виграє Daytona 200 на супербайці VF750F. Неймовірний RVF750 з Жераром Кудреєм і Патріком Айгоа на борту здобуває ще одну корону в гонках Ендуранс. Титул TTF1 знову за Джоєм Данлопом. Вейн Гарднер і Масакі Токуно виграють Suzuka 8H. Майк Болдвін і Honda виграють четвертий поспіль титул в US F1. Британський принц Чарльз разом з принцесою Діаною інспектують гоночні байки HRC в ході офіційного візиту на нову базу HRC в Аояма, Токіо. Президентом HRC призначено Ісаму Гото.
1986
RVF750 тепер обладнаний односторонньою консольною підвіскою заднього колеса, мотоцикл приносить перемоги своїм пілотам Патріку Айгоа, Гарднеру і Домініку Саррону. На VFR750 Фред Меркель виграє корону в національному чемпіонаті US Superbike. Британець Девід Торп виграє другий титул чемпіона в MX 500, за Honda всі три перші місця. Австралієць Вейн Гарднер приймає естафету у травмованого Спенсера і займає друге місце в Великих призах на NSR500. 
1987

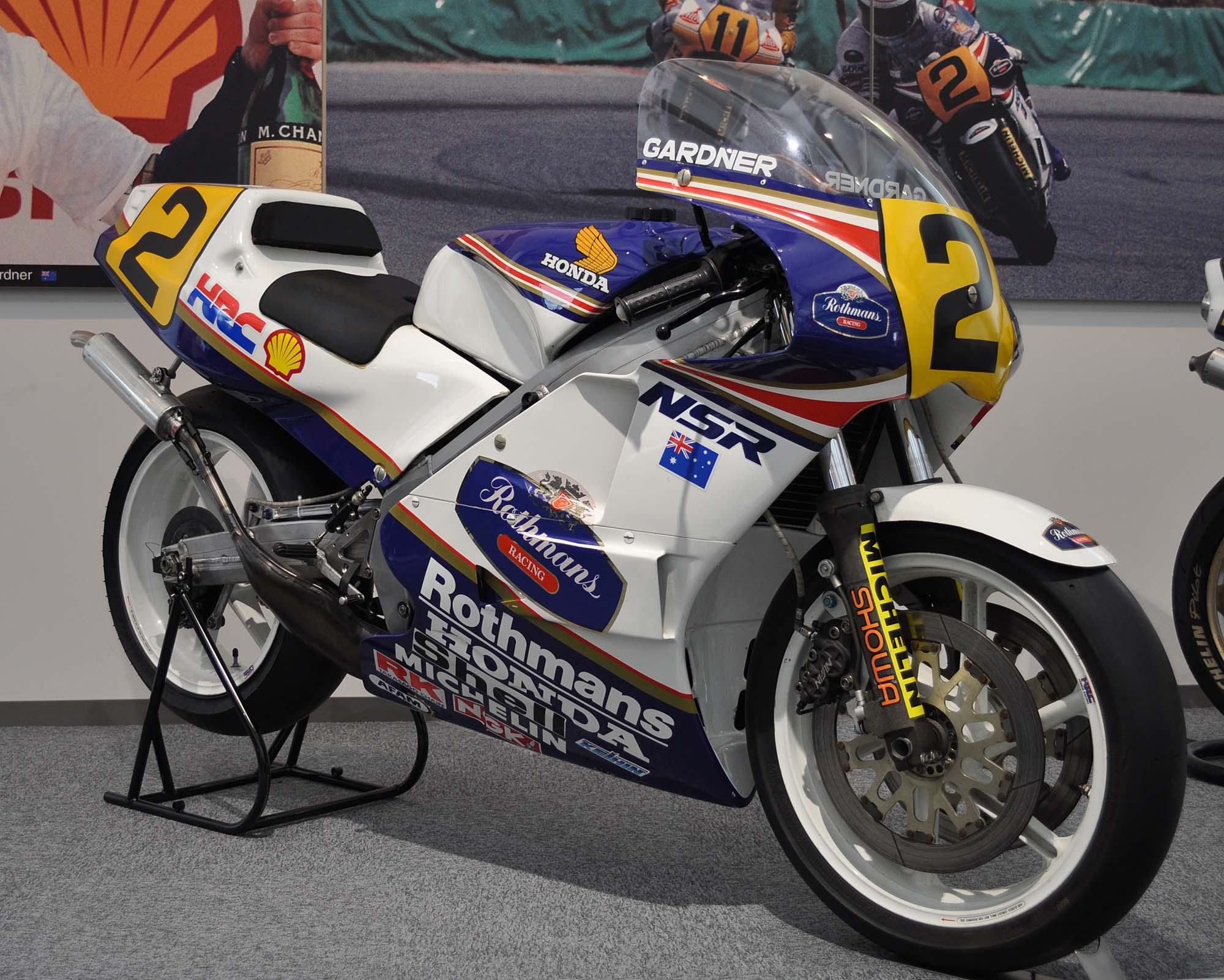
Honda NSR500, модель 1987 року

2-тактні мотоцикли Honda домінують у серії MotoGP: Вейн Гарднер виграє 7 гонок і здобуває титул чемпіона у «королівському» класі, а німецький ветеран Тоні Манг виграє титул у класі 250сс на NSR250. Розроблено комп'ютерно-керовані клапана випускного колектора. Виходить у світ самий високотехнологічний байк на світі NR750 — мотоцикл, оснащений двигуном з овальними поршнями. Він займає поул-позишн на 24-годинній гонці Ле Ману. Молода зірка із США Вейн Рейні виграє US Superbike і Daytona 200 на VFR750. Ерік Гебоер виграє перший в історії Honda титул в 250-кубовому класі Світового мотокросу. Легенда грязьових треків Бабба Шуберт виграє третю корону в US Grand National, пілотуючи RS750D. Новим президентом HRC стає Такео Фукуї.
1988
Honda у MotoGP повертається до виступів у класі 125сс з мотоциклом RS125, оснащеним недорогим 2-тактним двигуном. Езіо Джіанола виграє два Гран-Прі на цьому мотоциклі і завершує сезон другим. Іспанець Сіто Понс виграє перший з своїх двох титулів в класі 250сс на NSR250. Вейн Гарднер завершує сезон з мінімальним відставанням від лідера в класі 500сс. HRC починає розробку електронно-керованих інжекторів для 2-тактних двигунів. Американець Фред Меркель виграє дебютну гонку Світового Супербайку на своєму RC30, найпопулярнішому супербайці Honda з двигуном V4. Карл Фогерті починає з перемоги в TTF1 на RC30. Ерік Гебоер і Жан-Мішель Бейл виграють титули в класах 500сс і 125сс світового мотокросу. Катсумі Ічіда призначений новим президентом HRC.
1989
Едді Лоусон приєднується до Honda і виграє чемпіонат світу MotoGP в класі 500сс на NSR500. Honda виграє десятий Кубок конструкторів у класі 250сс. Меркель, Фогерті та їх RC30 повторюють успіхи в WSBK і TTF1. Приватний пілот Джон Ашмід виграє Daytona 200 на RC30. Домінік Шаррон і Алекс Ві'ра на RVF750 перемагають у Suzuka 8H. Жіль Лелей виграє на потужному 750-кубовому NXR750 свій четвертий і поки останній для команди Париж-Дакар. Жан-Мішель Бейл і Девід Торп виграють титули в 250сс і 500сс Світового мотокросу. Президентом Honda Racing Corporation призначено Такео Фукуї.
1990

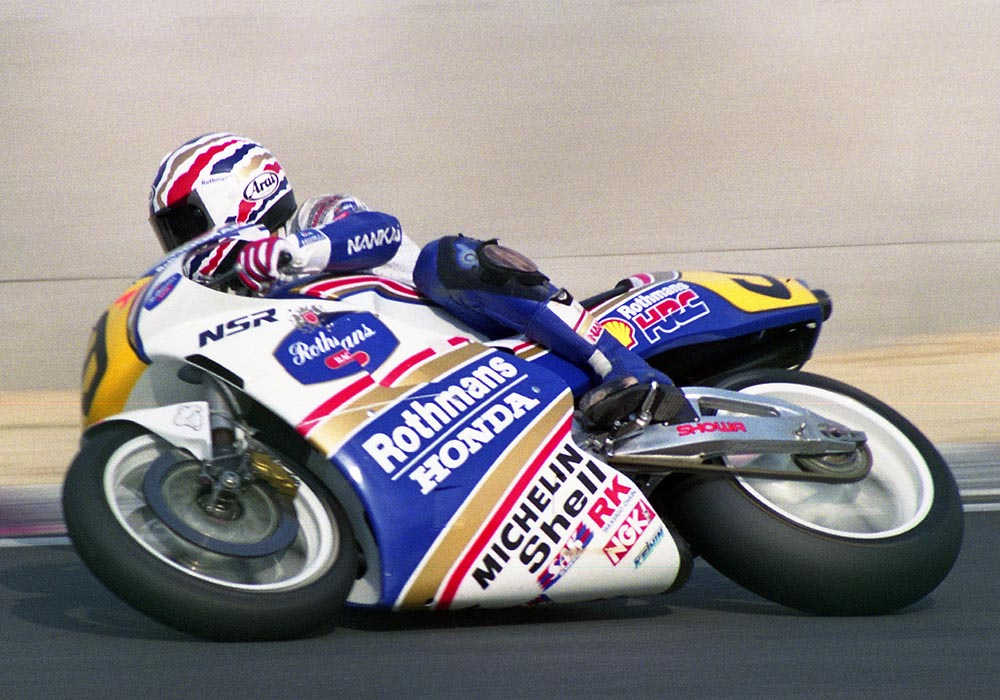
Мік Дуейн на NSR500 під час Гран-Прі Японії, 1990 рік

У MotoGP сімнадцятирічний Лоріс Капіроссі виграє перший чемпіонат для Honda у двотактній серії класу 125сс на своєму RS125R, ставши наймолодшим чемпіоном в історії серії. Алекс Вієйра, Жан-Мішель Маттіолі, Стівен Мартенс та їх RVF750 виграють для Honda шостий поспіль Bol d'Or. Ерік Гебоер виграє другий поспіль титул в 500-кубовому класі мотокросу. Джефф Стентон і його CR250 виграють другий з трьох титулів в US Supercross.
1991
У MotoGP Лука Кадалора приєднується до Honda Racing Corporation і виграє світовий титул у класі 250сс на NSR250, 10-ту для Honda. Вейн Гарднер і Мік Дуейн виграють Suzuka на RVF750. 2-тактні технології Honda домінують у світових чемпіонатах з кросу і суперкросу, Жорж Жобе виграє чемпіонат в 500-кубовому класі Світового мотокросу, американець Трампас Паркер - у 250-кубовому, Жан-Мішель Бейл переходить в US Supercross і виграє дебютний сезон на CR250, а також US Motocross Championship на CR500. Мігель Дюхамель і його RC30 виграють Daytona 200. NR750 готується до масового виробництва.
1992
Нова зірка HRC Мік Дуейн домінує в 500-кубовому класі MotoGP з оновленим NSR500 у конфігурації «big-bang», але втрачає титул через травми (хоча Кубок Конструкторів все одно дістається Honda). Лука Кадалора виграє другий поспіль титул в 250сс. Австралійці Деріс Бітл і Вейн Гарднер на RVF750 виграють Suzuka 8H. Грег Альбретін приймає вітання за титул у MX125. Такасі Сінодзакі стає новим президентом корпорації.
1993

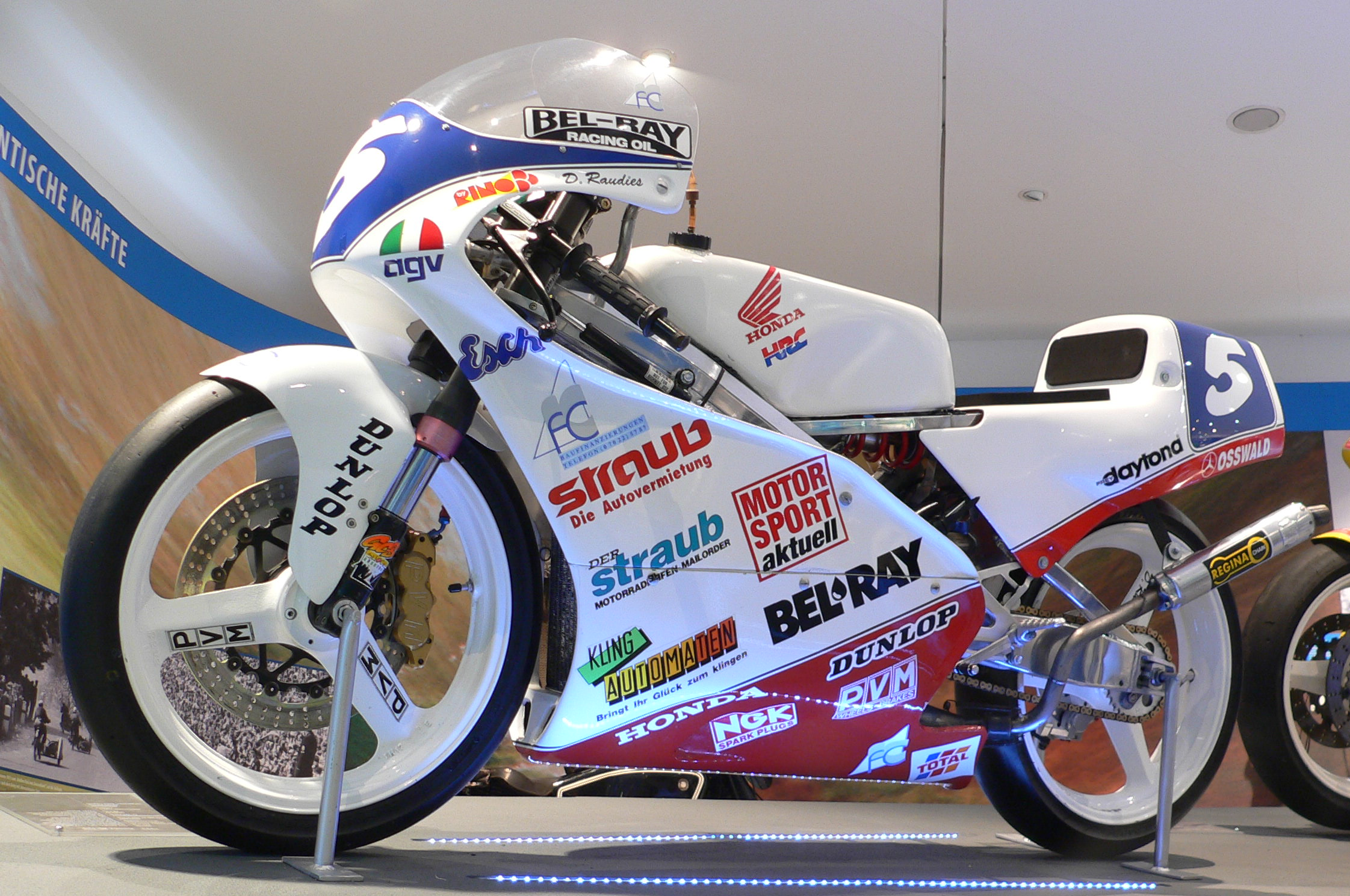
Мотоцикл Honda RS125R, на якому Дірк Родіс виграв чемпіонат 1993 року в класі 125сс

У MotoGP Сінічі Іто на своєму NSR500 з інжектором побивають 200-мильний бар'єр швидкості на Гран-Прі Німеччини в Хоккенхаймі.
Дірк Родіс виграє титул у класі 125сс на Honda RS125R. Ріккі Грехем виграє корону US Grand National, після 11-річної перерви після його першого успіху. CR250 домінує в світовому мотокросі. Дуг Хенрі і Джеремі МакГрат виграють свої титули в US 250 MX і 250 US Supercross.
1994
Мік Дуейн виграє перший із п'ятий поспіль титулів в класі 500сс MotoGP на NSR500, Honda отримує Кубок конструкторів всьоме. Новозеландець Аарон Слайт і американець Дуг Полен приносять Honda десяту перемогу в Suzuka 8H на RC45 — новинці HRC з оновленим двигуном V4. Швед Маркус Ханссон перемагає в 500-кубовому класі Motocross World Championship. Джеремі МакГрат домінує в 250-кубовому US Supercross. Сугуру Каназава призначений керуючим директором HRC.
1995
Honda Racing Corporation у співробітництві з іспанською нафтовою компанією Repsol YPF створюють спільний проект під назвою «Repsol Honda» для участі у класі 500сс/MotoGP чемпіонату MotoGP — команду, яка здобула відтоді понад 108 перемог на етапах Гран-Прі та виграла 9 чемпіонатів світу.
VFR750R, 4-тактний супербайк RC45 заробляє ще один важливий титул у світовому мотоспорті: бельгієць Стівен Мертенс і француз Жан-Мішель Маттьолі виграють WorldEndurance Championship, чемпіонат світу з перегонів на витривалість. Мігель Дюхамель виграє титул чемпіона US Superbike, Аарон Слайт і Тадаюкі Окада - чергову Suzuka 8H. Харучіка Аокі записує за собою перший із двох титулів в класі 125сс MotoGP на Honda RS125. Алессандро Пузар виграє чемпіогат в 125-кубовому класі Світового мотокросу.
1996

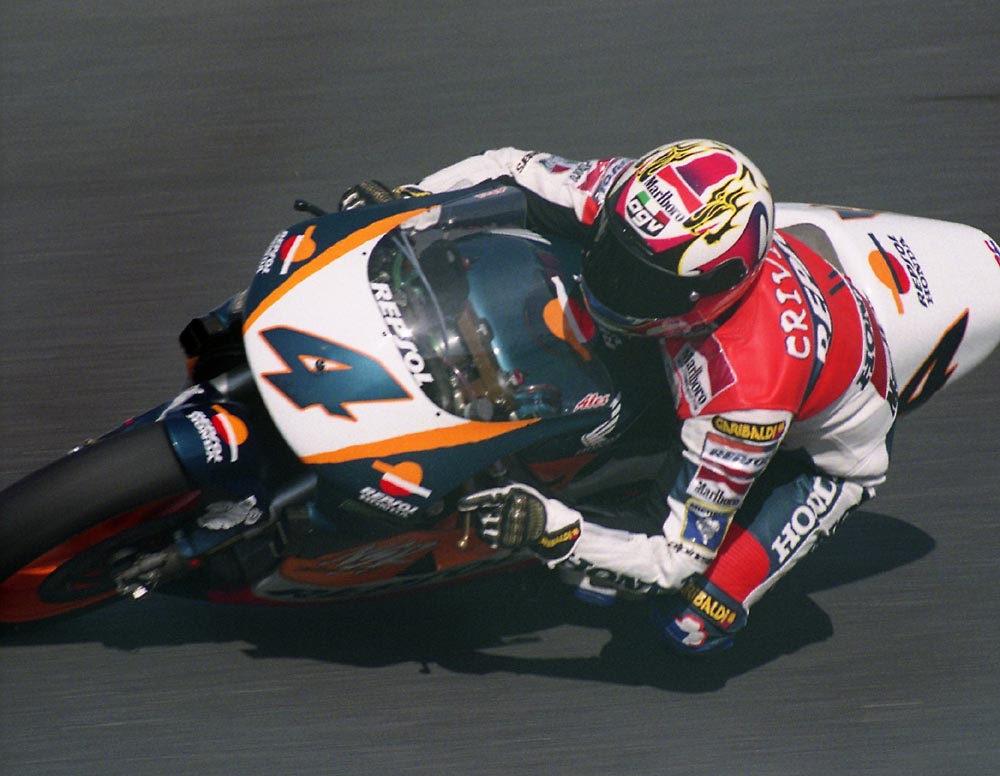
Алекс Крівіль на Гран-Прі Японії, 1996 рік

Мік Дуейн, Алекс Крівіль, Лука Кадалора і Алекс Баррош на своїх NSR500 займають перші чотири місця в класі 500сс MotoGP, вигравши 13 з 15 Гран-Прі сезону.
Харучіка Аокі виграє другий титул в класі 125сс. Мігель Дюхамель виграє Daytona 200 на RC45. NSR500V - V-twin версія мотоцикла, пілотом якого був Тадаюкі Окада, виграє поул-позишн в дебютному Гран-Прі. Стефан Евертс виграє перший зі своїх титулів у 250-кубовому класі Світового Мотокросу на CR250. Джеремі МакГрат і його CR250 виграють четвертий титул в US Supercross поспіль.
1997
Мік Дуейн виграє четвертий чемпіонський титул в класі 500сс MotoGP зі своїм NSR500, обладнаним новою системою запалювання. Honda монополізує перші п'ять місць у світовій серії: Дуейн, Тадаюкі Окада, Нобуацу Аокі і Алекс Крівіль на NSR500, а Такума Аокі — на NSR500V. NSR500 виграє всі 15 гонок. Honda здобуває десятий Кубок конструкторів у прем'єр-класі. Макс Бьяджі приєднується до HRC і виграє титул у класі 250сс на NSR250. NSR500V пішов у серійне виробництво. RC45 продовжує домінувати в 4-тактних гонках: Джон Кочінські виграє World Superbike, японці Сінічі Іто і Тору Укава виграють Suzuka 8H. Стефан Евертс здобуває титул чемпіона в MX 250.
1998
Очолюваний могутнім Міком Дуейном пелетон гонщиків Honda у світовому чемпіонаті MotoGP знову виграє найкращі місця, а Мік — свій п'ятий титул. Honda починає виробництво нового мотоцикла з двохвальним двигуном — NSR250, який пілотує Тору Укава. Укава приїжджає на четверте місце в загальному заліку у дебютному сезоні в класі 250сс. RC45 продовжує дивувати публіку: Дуг Полен і Крістіан Лавейл виграють ще один титул в World Endurance, Сінічі Іто і Тору Укава — другу гонку Suzuka 8H. Бен Бостром виграє титул US Superbike. Новим президентом Honda Racing Corporation стає Ясуо Ікено.
1999
Іспанець Алекс Крівіль і його NSR500 заробляють десятий чемпіонський титул для Honda в світовому чемпіонаті MotoGP. Мік Дуейн покидає сідло мотоцикла через травму і переходить на тренерську роботу в HRC. Еміліо Альзамора і його RS125R виграють чемпіонат в класі 125сс, не вигравши жодної гонки в сезоні. Це теж десятий титул Honda в класі. Тадаюкі Окада і Алекс Баррош виграють Suzuka 8H, Мігель Дюхамель — Daytona 200, всі троє на RC45.
2000

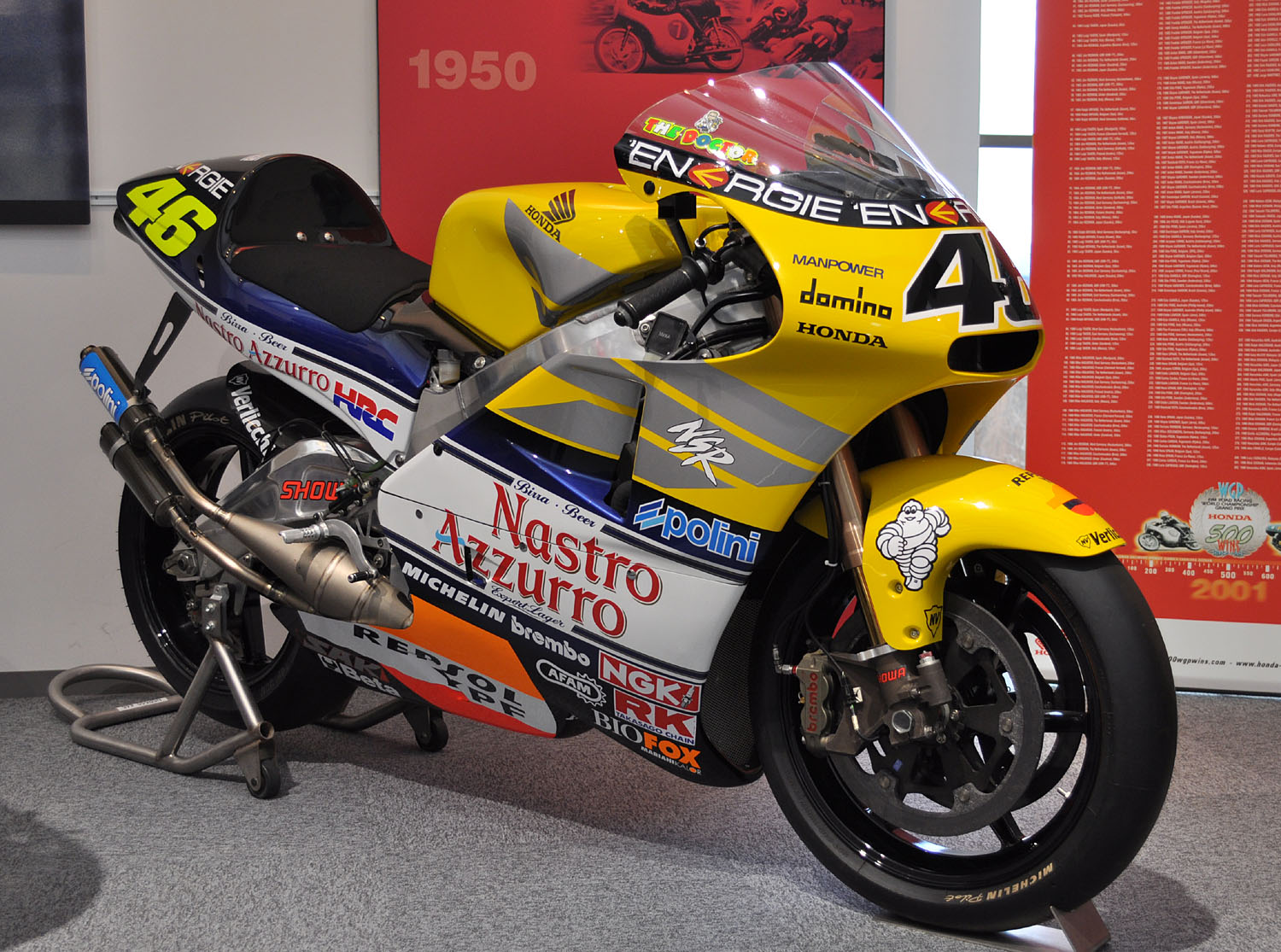
Honda NSR500 Валентіно Россі, модель 2001 року

VTR1000 - перший серійний мотоцикл Honda, орієнтований на суперспортивну їзду. Колін Едвардс приносить Honda Racing Corporation перемогу в свій дебютний сезон World Superbike. VTR1000SPW також виявляється найкращим на черговій 8-годинній гонці Suzuka 8H з Тору Укавою і Дайдзіро Като. Дебютант «королівського» класу MotoGP Валентіно Россі завершує сезон з другим результатом в загальному заліку на NSR500. Фредерік Болл виграє другу поспіль корону в MX250 на CR250R. Дугі Лампкін виграє перший зі своїх чотирьох світових титулів у Чемпіонаті Світу з мототріалу.
2001
Валентіно Россі завершує 500-кубову еру MotoGP, вигравши останній 2-тактний сезон на NSR500. Італієць також приносить HRC 500-ту перемогу Honda в Великих призах на Гран-Прі Японії, а потім разом з Коліном Едвардсом на VTR1000SPW виграє Suzuka 8H. Дайдзіро Като виграє чемпіонат в класі 250сс на Honda NSR250. Новинка Honda, модель RC211V, розроблена для участі у MotoGP, представлена у Мотеґі: Мік Дуейн і Фредді Спенсер представляють публіці мотоцикл, який прославить Honda і стане флагманом мотоспорту на наступні п'ять років.
2002
Валентіно Россі виграє перший сезон нового класу MotoGP однойменної серії на RC211V. Honda отримує Кубок конструкторів з величезним відривом від інших суперників. Мотоцикл виводить мотогонки на новий рівень - виграє 14 з 16 гонок сезону. Колін Едвардс виграє свій другий титул в World Superbike на VTR1000SPW і приносить HRC ще одну перемогу в Suzuka 8H разом з Дайдзіро Като. У США нова зірка Нікі Хейден виграє свою першу корону в US Superbike і Daytona 200 на VTR. Француз Фабіан Форі заробляє перший титул Honda в World Supersport на CBR600R. Сугуру Канадзава призначений новим президентом Honda Racing Corporation.
2003
RC211V знову домінує в MotoGP, вигравши 15 з 16 гонок сезону. Валентіно Россі приносить компанії ще один світовий титул. Друге і третє місця також за RC211V — Сете Жібернау і Макс Бьяджі відповідно. RC211V комплектується роторним демпфером керма. Дані Педроса виграє свій перший чемпіонський титул у класі 125сс на RS125R. Новий CBR600RR, нашпигований перевіреними в MotoGP технологіями HRC, виграє чемпіонат World Supersport з Крісом Вермаленом. Мігель Дюхамель перемагає на Daytona 200. Юкіо Нукумі і Манабу Камада на VTR1000SPW виграють четверту поспіль Suzuka 8H. Ріккі Кармайкл забирає другу поспіль корону US Supercross на CR250.
2004
Honda в MotoGP втретє поспіль здобуває Кубок Конструкторів з RC211V, обладнаним системою інтелектуального контролю над потужністю. Дані Педроса виграє титул у класі 250сс з першої спроби на RS250RW. Італійський пілот Андреа Довіціозо виграє чемпіонат в класі 125сс на RS125R. Тору Укава і Ітоясу Ізуцу виграють Suzuka 8H на CBR1000R Fireblade — перша перемога Honda з рядним двигуном. Карл Муггерідж виграє титул чемпіона світу в класі World Supersport на CBR600RR. Таканісі Фудзіно виграє титул Trials World Championships. Виконавчим директором Honda Racing Corporation призначений Сатору Хорііке.
2005
Дані Педроса виграє другий титул чемпіона в класі 250cc MotoGP — це 15-й титул у середньокуьатерному класі для Honda і 19-й Кубок Конструкторів. Швейцарець Томас Люті виграє титул у 125сс на RS125R. Тору Укава і Ріючі Кійонарі виграють ювілейну, 20-ту Suzuka 8H на CBR1000RR. CBR600RR продовжує домінувати в класі середньокубатурних мотоциклів з Себастьяном Карпентьє у World Supersport і з Мігелем Дюхамелем в Daytona 200.
2006

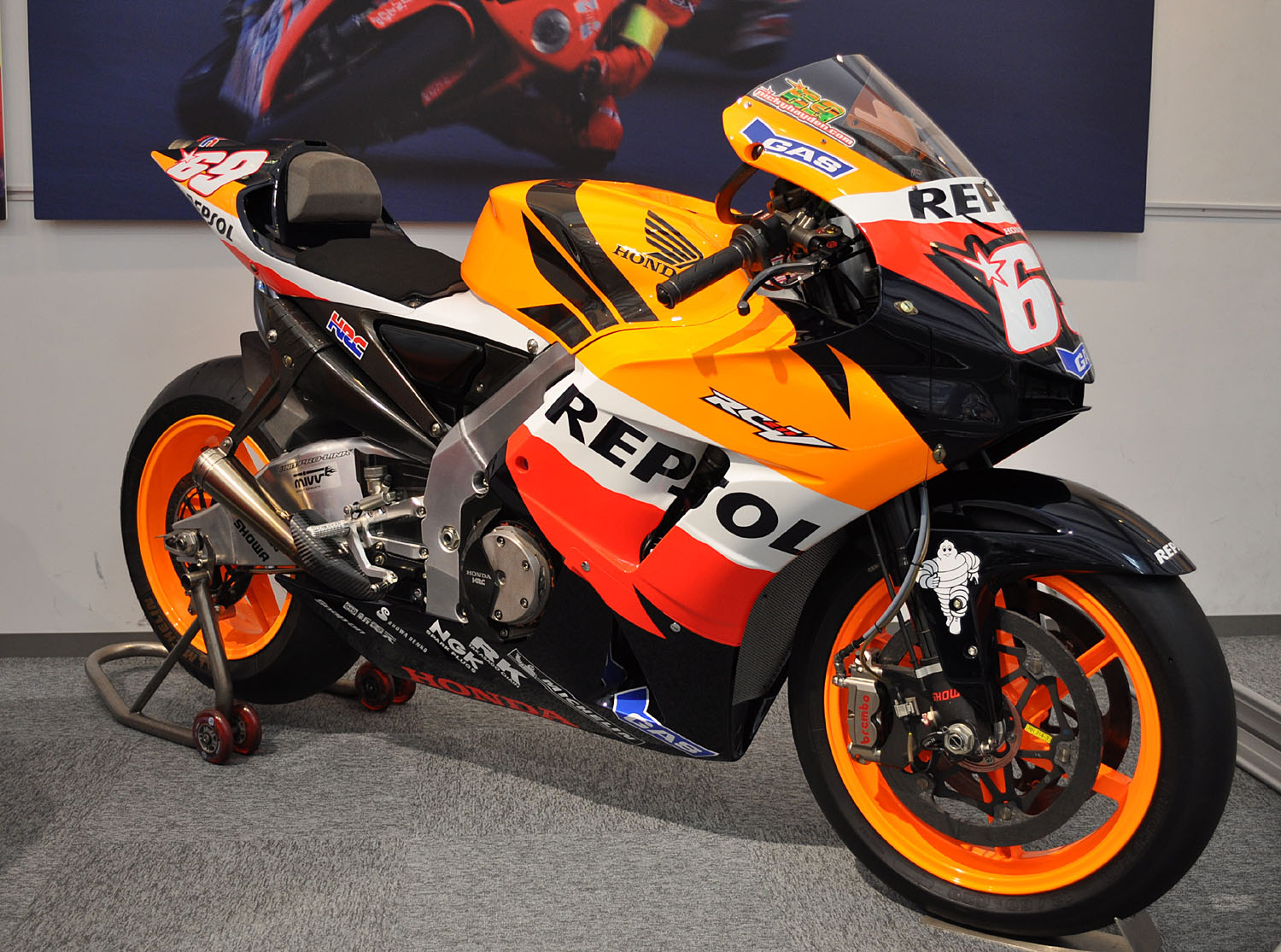
Honda RC211V Нікі Хейдена, модель 2006 року

Нікі Хейден виграє титул чемпіона світу для Honda в останній гонці 990-кубової ери MotoGP, керуючи мотоциклом RC211V з потужним двигуном типу V5. Нікі приносить Корпорації 200-ту перемогу на гонці Dutch TT. Це 14-й світовий титул для пілотів Honda і 17-й Кубок конструкторів в «королівському» класі. Себастьян Карпентьє виграє другий поспіль титул чемпіона світу в класі World Supersport на Honda CBR600RR, Джейк Земке приносить Honda Racing Corporation перемогу в Daytona 200. Такеші Тсуїмура і Сінічі Іто виграють для Honda чергову, десяту 8-годинну гонку на витривалість Suzuka 8H, керуючи своїми CBR600RR.
2007
У чемпіонаті MotoGP введено нові правила, об'єм двигуна зменшений до 800 куб.см. HRC представляє vjltkm RC212V, 800-кубовий 4-тактний мотоцикл з двигуном типу V4. Масумі Хамане стає новим президентом Honda Racing Corporation.
2013
На зміну Кейсі Стоунеру у MotoGP приходить Марк Маркес і в дебютному ж сезоні на мотоциклі Honda RC213V стає чемпіоном світу, повторивши досягнення Кенні Робертса. Всього за останні двадцять років HRC здобула 12 перемог у найпрестижнішому класі 500сс/MotoGP.
2014
Новим президентом корпорації призначено Йосіхіге Номуру, який взяв собі за мету розширити участь HRC в off-road гонках, зокрема у чемпіонаті світу з мотокросу MXGP. На Гран-Прі Каталонії Марк Маркес здобуває для Honda 100-у перемогу на етапах серїі MotoGP з 2002-го року — з моменту запровадження в чемпіонаті 4-тактних двигунів. Всього до цього долучилось 13 гонщиків: Дані Педроса (25), Валентіно Россі (20), Кейсі Стоунер (15), Марк Маркес (13), Сете Жібернау (8), Марко Меландрі (5), Нікі Хейден, Макс Бьяджі, Алекс Баррос (по 3 перемоги), Макото Тамада (2), Тору Укава, Тоні Еліас та Андреа Довіціозо (по 1 звитязі). В середині сезону корпорація підписала 5-річний контракт із молодим австралійським пілотом Джеком Міллером для участі у класі MotoGP.

## MotoGP
Загалом у Великих Призах «Honda Racing Corporation» здобула 63 Кубка Конструкторів у всіх класах (станом після закінчення сезону 2014): 21 у „королівському“ класі (8 у MotoGP та 13 у 500cc), 6 у 350cc, 19 у 250cc, 15 у 125cc та 2 у 50cc. Гонщики на мотоциклах марки Honda здобули 695 перемог у всіх класах.

### Клас 125сс/Moto3
Офіційною командою Honda Racing Corporation у «наймолодшому» класі є «Estrella Galicia Honda». У сезоні 2014 року її представляли гонщики Алекс Рінс та Алекс Маркес, які отримали у своє розпорядження мотоцикли Honda NSF250R.

### Клас 250сс/Moto2
У 1991 і 1992 роках італієць Лука Кадалора двічі поспіль виграє для «HRC» чемпіонат світу.
У 1997 році, після переходу з «Aprilia», Макс Бьяджі завойовує титул чемпіона світу, всього на 2 очки випереджаючи напарника по команді Ральфа Вальдмана.
У 2001 «Honda Racing Corporation» співпрацювала в класі з командою Фаусто Грезіні «Gresini Racing», гонщик якої Дайдзіро Като виграв 11 гонок, ставши чемпіоном світу, випередивши досвідченого Тетсуя Харада та молодого Марко Меландрі.
Офіційно «HRC» припинила свою участь у класі в 2007 році. До цього гонщик команди Дані Педроса двічі зміг виграти чемпіонат світу (2004 та 2005).

### Клас 500сс/MotoGP
У «королівському» класі Honda Racing Corporation з 1995 року представлена командою «Repsol Honda», утвореною у співробітництві з Repsol YPF. Гонщики команди завоювали 11 титулів чемпіонів світу (4 Мік Дуейн, по 2 Валентіно Россі та Марк Маркес, по одному Алекс Крівіль, Нікі Хейден та Кейсі Стоунер) та понад 100 перемог на етапах Гран-Прі. Прийнято вважати, що «Repsol Honda» — це команда із найбільшим бюджетом у чемпіонаті MotoGP.